# 1136 Mercedes
Az 1136 Mercedes (ideiglenes jelöléssel 1929 UA) a Naprendszer kisbolygóövében található aszteroida. Josep Comas Solá fedezte fel 1929. október 30-án, Barcelonában.